# 三山志
《三山志》，又称《淳熙三山志》，明代之前也有称为《长乐志》，是南宋孝宗淳熙年间（1174年—1189年）福州的地方志，一共42卷，作者为梁克家，参与编写者还包括陈傅良。也有人认为陈傅良才是主要作者。另外有朱媲孙等人增补。它记述了福州的历史掌故和社会状况，是现存最古老的福州地方志，也是福建省现存最古老的地方志，在清代被编入《四库全书》，为研究福州古代史的重要文献资料。

## 写作缘起

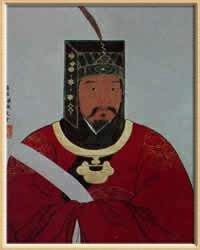
《三山志》作者梁克家

《三山志》的作者是南宋绍兴三十年（1160年）状元、福建泉州府晋江县的梁克家。宋孝宗淳熙年间，身居右丞相兼枢密使高位的梁克家在政治上失意，辞去右丞相职务赴福建建宁府任知府，淳熙六年（1179年）又改知福州。在福州期间，他深感福州的古志书散逸无存，而当时的志书内容单薄，无法令人满意，于是就邀请上福州的其他文人共同编纂地方志。梁克家广泛搜集了大量文献资料，终于在淳熙九年（1182年）完成了《三山志》一书，其序言写于淳熙九年五月八日丁丑。时任福州通判的永嘉人陈傅良也参与了该书的编写，甚至有学者认为陈傅良才是三山志的主要作者。

## 内容
《三山志》得名于福州的别称“三山”，因为福州在唐代天宝年间曾名长乐郡，因而在明代之前该书也被称作《长乐志》。《三山志》原有四十卷，分为九门，分别是地理（6卷）、公廨（3卷）、版籍（7卷）、田赋（1卷）、兵防（2卷）、秩官（6卷）、人物（7卷）、寺观（6卷）、土俗（4卷），在门之下还分为一百一十五项子目，其内容所覆盖的地域包括当时福州府所管辖的闽县、侯官县、怀安县、长乐县、福清县、永福县、闽清县、古田县、长溪县、宁德县、罗源县、连江县一共十二县，涵盖了自然、社会、人文等诸多方面，文笔优雅，内容丰富，在宋元的地方志中算是比较庞大的。后来在淳祐年间，又有朱媲孙等人将进士题名续补编入第四十一、四十二卷。卷二十二里包含了直至嘉定十五年的郡守名字，这些也是后世增补的。《三山志》中所记载五代闽国的轶事很多都是梁克家所挖掘的旧史没有记载的内容。

## 版本
《三山志》的南宋原版已经流失，近世的版本来自于明崇祯十一年（1638年）的《三山志》刻本和明清时期私人的手抄本，流传于福建和江浙一带，崇祯十一年刻本存世只有三部，分别在华东师范大学图书馆、福州市文管会和台湾，手抄本则有两淮盐商马裕家藏本、福建省图书馆藏清抱山堂抄本、北京图书馆藏清乾隆间张德隆抄本等。

## 影响和评价
《三山志》内容广博、体例周备、行文优雅，而且立场客观、不像其他地方志那样一味炫耀名人和名胜，颇受后世好评。它在清代被收编入《四库全书》，并获得“其志主于纪录掌故,而不在夸耀乡贤、侈陈名胜,固亦核实之道,自成志乘之一体,未可以常例绳也。”的评价，被认为在结构体例上要比后世如何乔远的《闽书》之类的志书要优秀许多。现今仍然是研究福州古代史的重要文献资料。但由于宋代地方志编纂尚未完善，《三山志》也同其他宋代地方志一样在体例、取材、内容等方面存在着问题，有的学者认为其内容体例等都不够详细准确。也有批评指其中四卷的人物门仅仅收录了科名，显得不足。